# Volby do Zastupitelstva města Tábora 1923
Volby do Zastupitelstva města Tábora 1923 proběhly dne 16. září 1923 a odvolilo celkem 7 624 voličů. Své pozice obhajovali sociální demokraté, kteří po předchozích volbách obsadili post starosty, kterým se stal Josef Šáda.
Volby jasně vyhrála Československá národní demokracie, která získala 24 % hlasů. Druhé místo obsadili komunisté, kteří se dva roky před volbami odštěpili od sociální demokracie; ta naopak zaznamenala velkou ztrátu, když ji volilo jen 6 % voličů. Úspěšní byli ještě lidovci, socialisté a živnostníci. Do zastupitelstva se také dostala sdružení válečných veteránů a strana majitelů domů.
Po volbách vznikla široká koalice, v jejímž čele stál živnostník Antonín Florián. Prvním náměstkem se stal Karel Vrch (ČsND) a druhým náměstkem Josef Rejlek (KSČ). Z dalších členů rady získala ČsND, ČSL a ČSS po dvou a KSČ s veterány po jednom.

## Výsledek voleb
|        |                                                                |       |       |         |         |
| Strana | Strana                                                         | Hlasy | Hlasy | Mandáty | Mandáty |
| Strana | Strana                                                         | Počet | %     | Počet   | +/−     |
|        | Československá národní demokracie                              | 1 691 | 24,1  | 9       | ▼1      |
|        | Komunistická strana Československa                             | 1 259 | 17,9  | 7       | ▲7      |
|        | Československá strana lidová                                   | 971   | 13,8  | 5       | ▲2      |
|        | Československá strana socialistická                            | 949   | 13,5  | 5       | ▼5      |
|        | Československá živnostensko-obchodnická strana středostavovská | 674   | 9,6   | 4       | ▲4      |
|        | Československá sociálně demokratická strana dělnická           | 442   | 6,3   | 2       | ▼10     |
|        | Legionáři                                                      | 422   | 6,0   | 2       | ▲2      |
|        | Strana domkářů                                                 | 299   | 4,3   | 1       | ▬0      |
|        | Váleční poškozenci                                             | 210   | 3,0   | 1       | ▲1      |
|        | Socialistické sjednocení                                       | 105   | 1,5   | 0       | ▬0      |
|        | neplatné hlasy                                                 | 602   | -     | -       | -       |
| celkem | celkem                                                         | 7 624 | 100   | 36      |         |
| Zdroj: |                                                                |       |       |         |         |